# Вапперс, Густав
Эгидиус Карел Густав Вапперс (нидерл. Egidius Karel Gustaaf baron Wappers, Egied Karel Gustaaf, Frans, Egide Charles Gustave; 23 августа 1803, Антверпен, Бельгия — 6 декабря 1874, Париж, Франция) — бельгийский живописец, один из основателей национальной академической школы живописи. Его произведения относят к традиции фламандской (южнонидерландской) живописи, но он подписывал свои работы голландской формой имени: Gustaaf Wappers. Вместе с тем Вапперс считается одним из ведущих «исторических живописцев» бельгийского романтизма с сентиментальным оттенком, иронично называемым «пожарным искусством» (фр. Les рompiers аrt ) (в значении: вычурное, помпезное).

## Биография
Густав Вапперс родился 23 августа 1803 года в городе Антверпене, учился в Королевской академии изящных искусств в Антверпене у Виллема Херрейнса (1743—1827) и Матейса ван Бри (1773—1839), в 1826 году — в Париже. Познакомившись в столице Франции с творчеством Эжена Делакруа, он выступил против академической школы Маттейса ван Бри, директора Антверпенской академии.
В Королевстве Нидерландов в 1830 году, незадолго до Бельгийской революции, Густав Вапперс положил начало романтизму в живописи в Брюссельском салоне, представив картину «Самопожертвование Ван дер Верфа». В настоящее время произведение находится в Центральном музее Утрехта и изображает событие Восьмидесятилетней войны 1574 года. Согласно легенде, бургомистр Ван дер Верфф предложил своё тело голодающим гражданам Лейдена, чтобы убедить их выстоять против осаждающих. Вапперса вызвали в Брюссельский суд и вынесли ему предупреждение о «жестокости сюжета», однако картина имела огромный успех и стала провозвестником нового движения. Выставленный им через три года в Антверпенском салоне «Эпизод сентябрьских дней 1830 года на Гранд-Плас в Брюсселе», отличался особенным натурализмом (1834, Королевский музей изящных искусств Бельгии, Брюссель).
Впоследствии он был назначен художником Леопольда, «короля бельгийцев». После смерти Матье-Игнаса Ван Бре в 1839 году Густав Ваппер стал директором Антверпенской академии. Он подготовил множество учеников, среди которых Форд Мэдокс Браун, Йозеф Ван Лериус, Лоуренс Альма-Тадема, Уильям Даффилд, Эмиль Хюнтен, Карел Явурек, Ярослав Чермак, Людвиг фон Хагн, Йозеф Лаурентиус Дикманс, Эжен ван Мальдегем, Фердинанд Паувелс и Якобюс-Альбертюс-Михаэль Якобс.
Его работы многочисленны. Некоторые из них изображают традиционные религиозные сюжеты, в то время как другие иллюстрируют романтический взгляд на историю: «Карл I прощается со своими детьми», «Карл IX», «Камоэнс», «Петр Великий в Саардаме» и «Боккаччо при дворе Иоанны Неаполитанской».
Король Франции Луи-Филипп I поручил художнику написать большую картину для галереи в Версале «Оборона Родоса рыцарями ордена Святого Иоанна Иерусалимского». Он закончил работу в 1844 году, в том же году, когда получил титул барона от бельгийского короля Леопольда I. После ухода с должности директора Антверпенской академии Густав Вапперс в 1853 году поселился в Париже, где и скончался в возрасте семидесяти одного года в 1874 году.
Как и Антонис Ван Дейк, он писал портреты, имевшие большой и заслуженный успех; иногда обращался к бытовым и библейским сюжетам.
За свои художественные заслуги Вапперс был возведен бельгийским королём в баронское достоинство. Вапперс пользовался большим авторитетом и почётом среди современников. Его романтическо-патриотическая, впадавшая в мелодраматизм живопись имела значительное, но не слишком благотворное и скоро исчезнувшее влияние на национальную бельгийскую школу живописи.

## Галерея

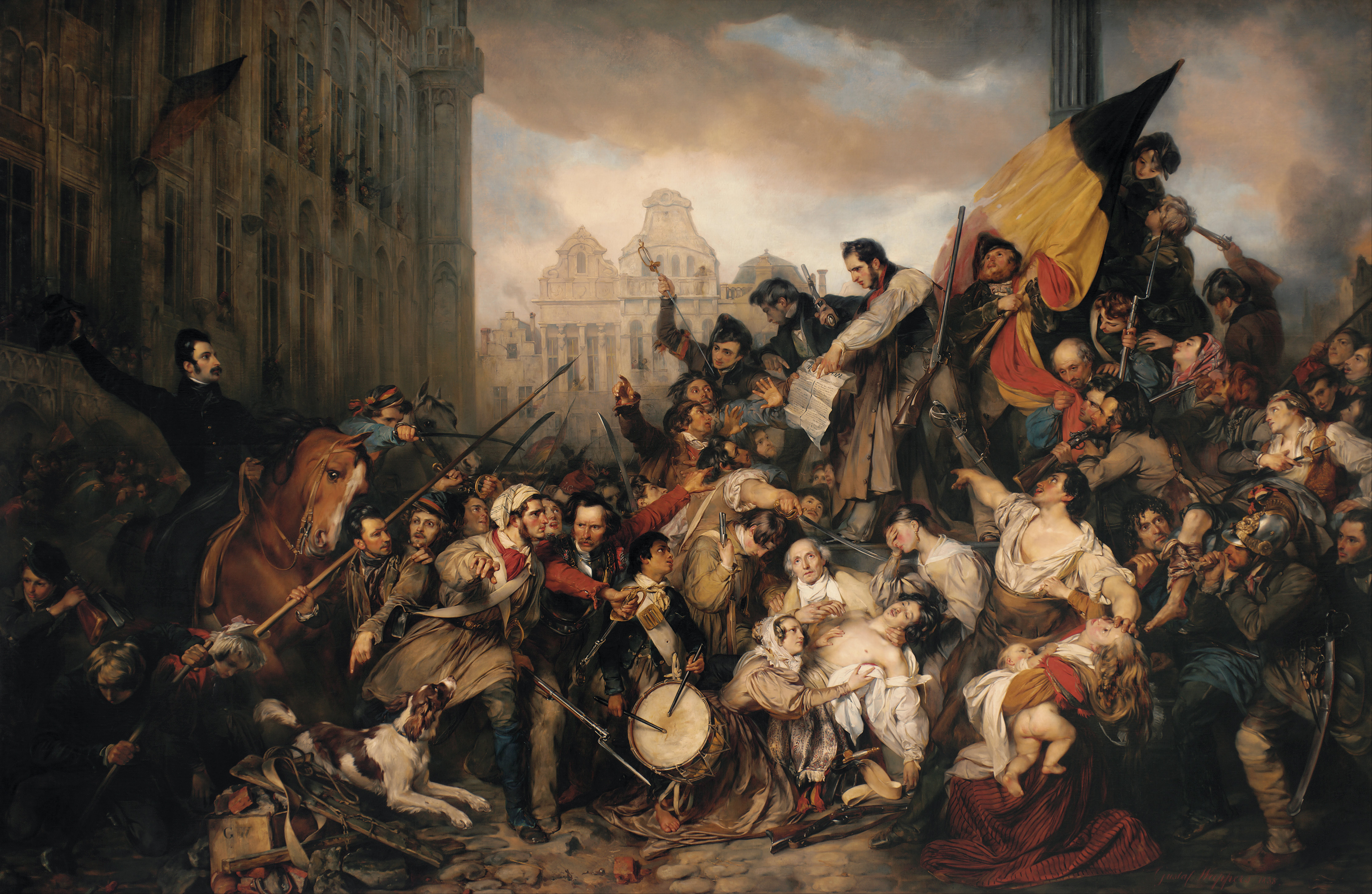
Эпизод сентябрьских дней 1830 года на Гранд-Плас в Брюсселе. 1834. Холст, масло. Королевский музей изящных искусств Бельгии, Брюссель
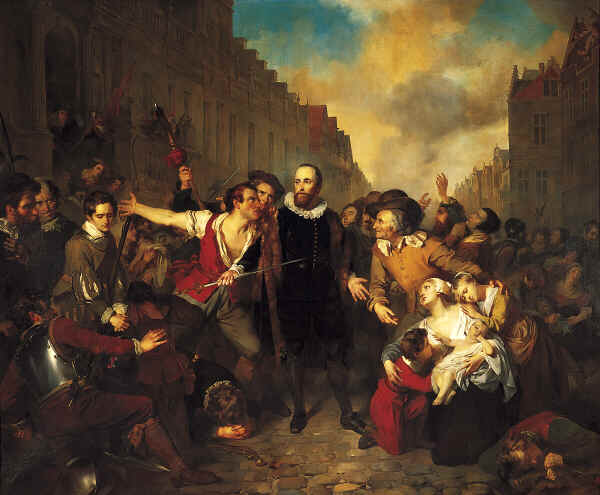
Самопожертвование Ван дер Верфа. 1829. Холст, масло. Музей Лакенхаль, Лейден
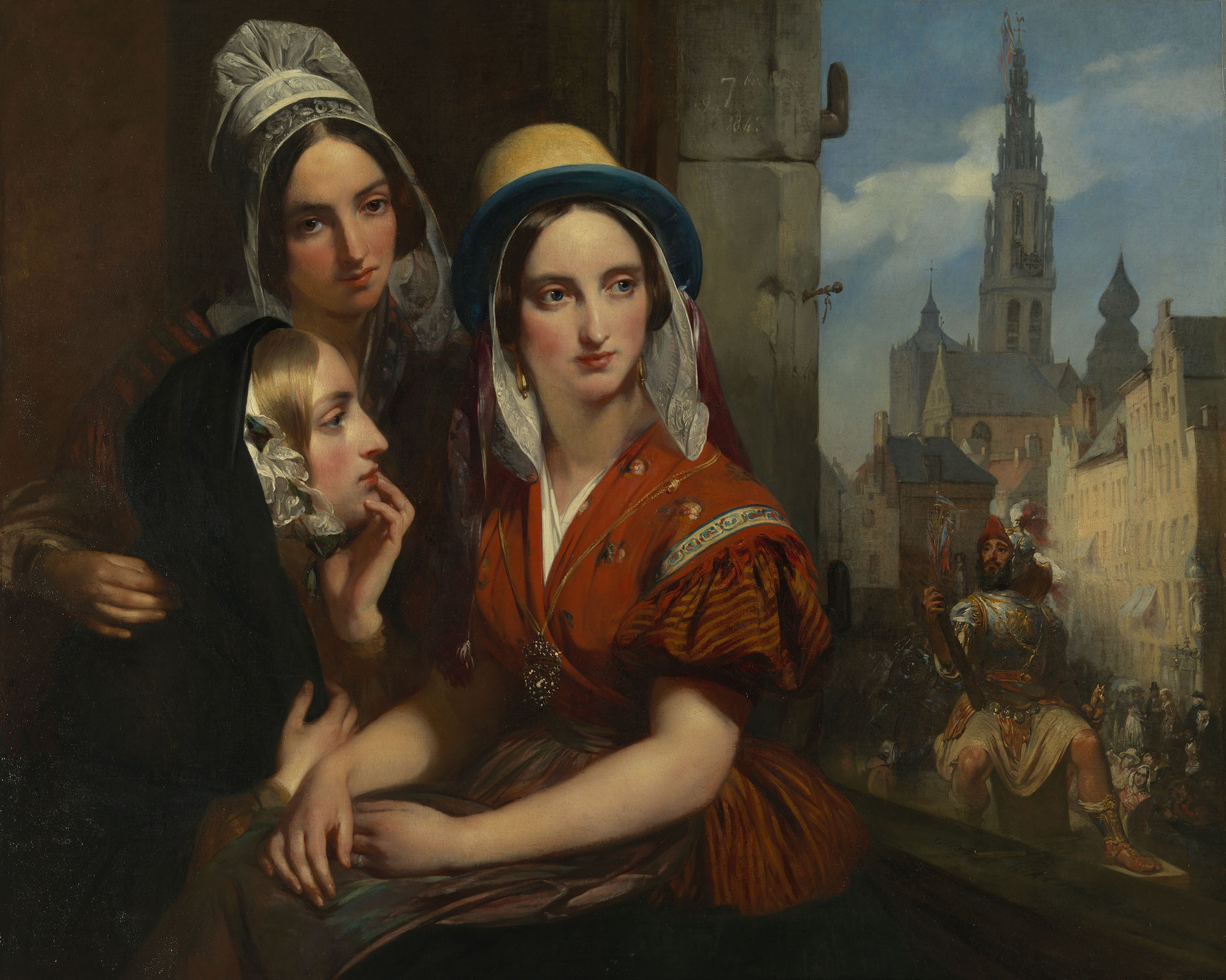
Память об Антверпене. 1843. Холст, масло. Королевская коллекция, Великобритания
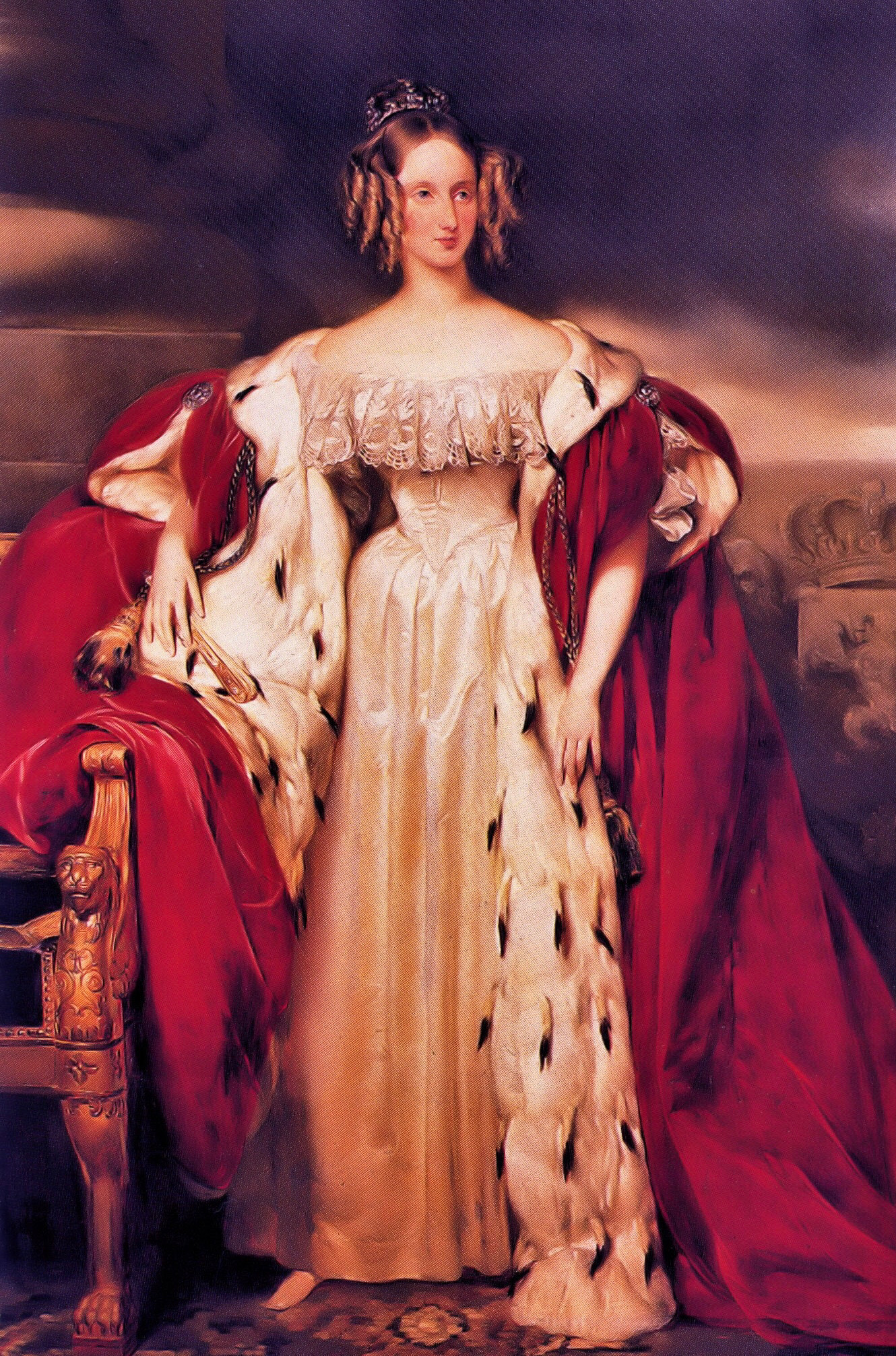
Kоролева Луиза Бельгийская. 1830-е. Холст, масло. Королевская коллекция, Брюссель
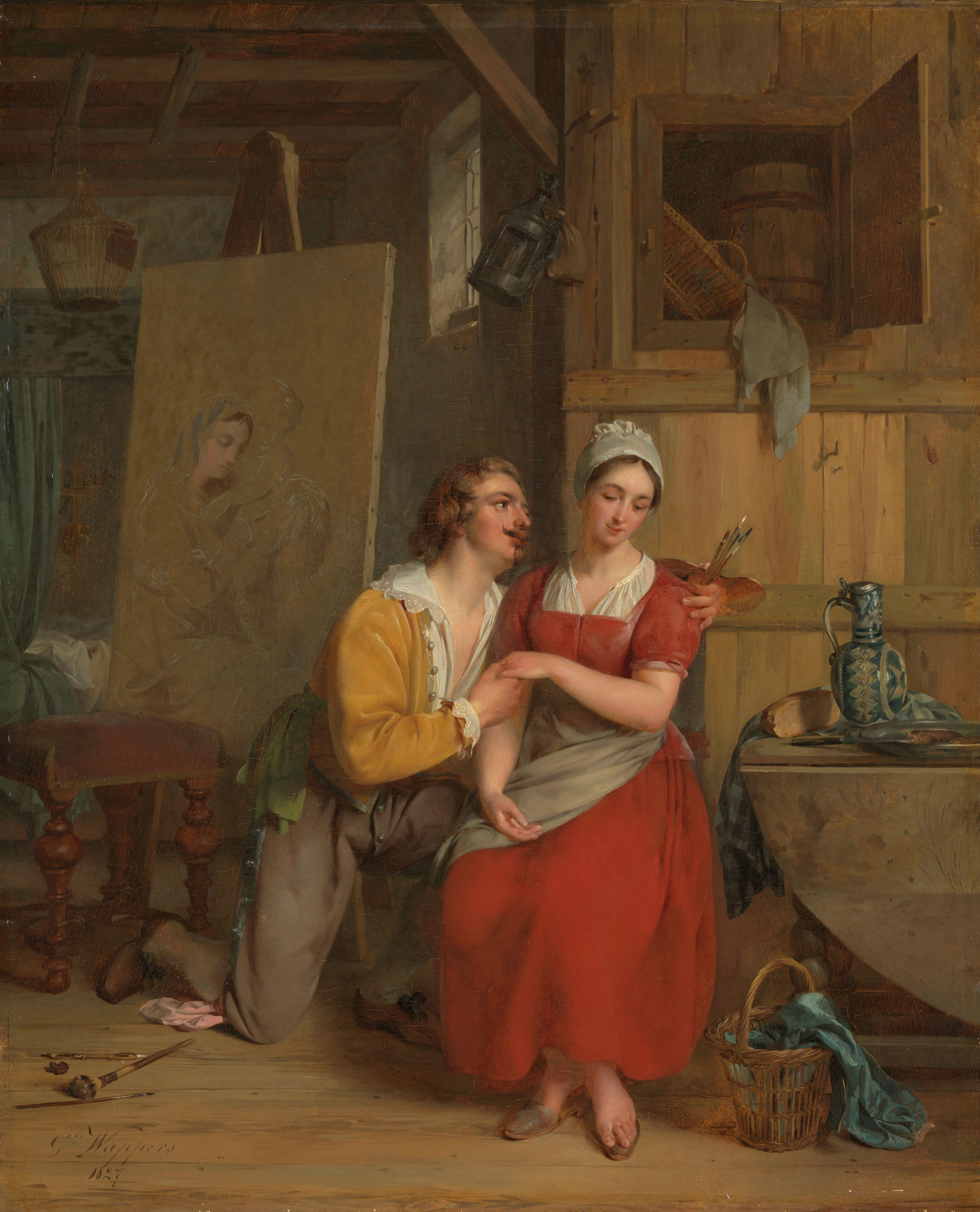
Антонис Ван Дейк, влюблённый в свою модель. 1827. Дерево, масло. Рейксмюсеум, Амстердам
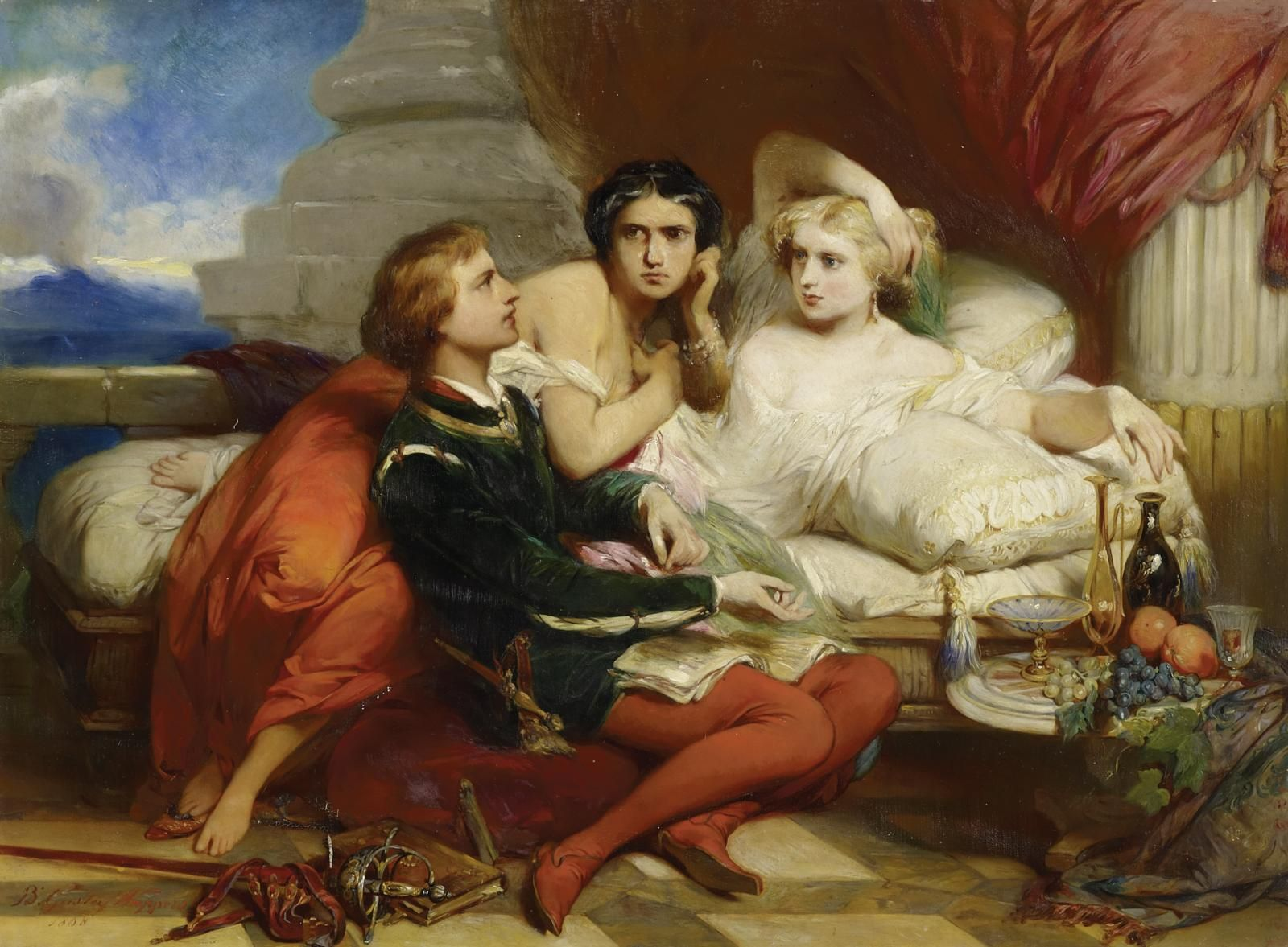
Боккаччо читает «Декамерон» Иоанне Неаполитанской. 1868. Дерево, масло. Частное собрание